# 紅磡車站公共運輸交匯處
紅磡車站公共運輸交匯處，九巴稱「紅磡站巴士總站」（英語：Hung Hom Station Bus Terminus），前稱「紅磡車站巴士總站」，是香港九龍油尖旺區紅磡灣紅磡站北面的巴士總站，1975年11月30日投入服務。現時有12條分別由九巴和城巴管理的巴士以該地為總站、5條途經之巴士路線和5條途經之小巴路線服務該區的居民、商戶和旅客。

## 總站路線資料（巴士）

### 九龍巴士11K線
- 竹園邨 ↔ 紅磡站

1986年6月28日開辦前路線5E。翌年，路線編號更改為11K。現時途經紅磡、土瓜灣、馬頭角、九龍城、橫頭磡及馬仔坑。

### 九龍巴士11X線
- 安泰（北） ↔ 紅磡站

1964年4月28日開辦前路線13A，以及1965年6月1日開辦前路線5B。兩線於「六七暴動」期間停辦及在同年7月和8月相繼復辦。1983年5月，配合火車電氣化，路線編號5B更改為5K。1995年3月19日，兩線合併為前路線13K。兩年後，轉為特快路線11X。2021年3月8日，延長至安泰（北）。現時途經紅磡、土瓜灣、九龍城、新蒲崗／九龍灣、觀塘市中心、秀茂坪、寶達邨及安達邨。

### 九龍巴士12P線
- 海麗邨 → 紅磡站

### 九龍巴士15X線
- 藍田（廣田） ↔ 紅磡站

2013年1月21日開辦。現時途經紅磡、土瓜灣、九龍灣及觀塘市中心，只於平日繁忙時間提供服務。

### 城巴20R線
- 啟德郵輪碼頭 ↔ 尖沙咀

於紅磡車站公共運輸交匯處開出。

### 九龍巴士21線
- 彩雲 ↔ 紅磡站

1978年7月17日開辦。現時途經紅磡、土瓜灣、馬頭角、九龍城、新蒲崗、彩虹邨及牛池灣。

### 城巴50R線
- 香港體育館 → 屯門（菁田邨）

### 九龍巴士70S線
- 紅磡站 ↔ 和合石

為方便掃墓人士

### 九龍巴士87C線
- 錦英苑 ↔ 紅磡站

### 九龍巴士87D線
- 錦英苑 ↔ 紅磡站
- 馬鞍山市中心 → 紅磡站(特別班次)

1993年8月16日配合馬鞍山市中心及馬鞍台（現稱錦英路）沿線陸續入伙而開辦。現時途經尖沙咀東、尖沙咀、佐敦、油麻地、旺角、花墟、九龍塘、獅子山隧道、沙田第一城、石門、亞公角、富安花園、耀安邨、馬鞍山市中心及富寶花園。

### 九龍巴士287D線
- 紅磡站 → 錦英苑

2020年7月20日投入服務，途經尖沙咀東、尖沙咀、佐敦、油麻地、旺角、大角咀、青沙公路、沙田第一城、石門、亞公角、富安花園、耀安邨、馬鞍山市中心及富寶花園，只於星期一至五下午繁忙時間提供服務。

### 九龍巴士260X線
- 屯門（寶田邨） ↔ 紅磡站
- 屯門（大興邨） → 紅磡站（特別班次）

2000年8月27日開辦。現時途經尖沙咀東、尖沙咀、油麻地、佐敦道、屯門市廣場、新墟、紅橋、良景邨、建生邨。

### 城巴A20線
- 紅磡站 ↔ 機場

2017年3月20日投入服務。2019年9月23日起，改為途經何文田、油麻地、大角咀、旺角、深水埗、長沙灣、美孚、青嶼幹線及香港國際機場一號客運大樓。

### 城巴A21線
- 紅磡站 ↔ 機場

1998年7月6日隨赤鱲角機場啟用而投入服務。現時途經尖沙咀東、尖沙咀、油麻地、佐敦、旺角、大角咀、海麗邨、青嶼幹線、香港國際機場一號客運大樓及港珠澳大橋香港口岸。

### 城巴E21X線
- 東涌（滿東邨） → 紅磡站 (只供落客，不設回程）

於2006年1月6日投入服務，途經東涌市中心、東涌北、青嶼幹線、青葵公路、西九龍走廊、旺角、油麻地、佐敦、尖沙咀及尖沙咀東，只於平日上午繁忙時間提供服務。

### 九龍巴士N216線
- 油塘 ↔ 紅磡站

1994年7月11日開辦前路線216S。兩年後，路線編號更改為N216。現時途經尖沙咀東、尖沙咀、佐敦、油麻地、旺角、九龍城（亞皆老街／太子道西）、新蒲崗、 彩虹邨、牛池灣、四順、秀茂坪、康華苑、德田邨、康雅苑、廣田邨及高俊苑。

### 九龍巴士N41X、N241線
N41X
- 紅磡站 → 青衣（長宏邨）

於2017年10月31日投入服務，現時途經尖沙咀東、尖沙咀、佐敦、油麻地、旺角、大角咀、青葵公路、美景花園、長康邨、青衣市中心、長發邨及長亨邨，只於深宵時段提供服務。
N241
- 紅磡站 ↔ 青衣（長宏邨）

1990年11月18日開辦前路線241S。1996年5月，路線編號更改為N241。現時途經尖沙咀東、尖沙咀、佐敦、油麻地、旺角、深水埗、長沙灣、美孚新邨、荔景、葵青劇院、美景花園、長康邨、青衣市中心、長發邨及長亨邨。

### 九龍巴士271S線
- 紅磡站 → 大埔（太和）

2017年12月11日投入服務，途經尖沙咀東、尖沙咀、佐敦、油麻地、旺角、獅子山隧道、大埔墟、大埔中心、富善邨及富亨邨，只於深宵時段提供服務。

### 九龍巴士N271線
- 富亨 ↔ 紅磡站

1994年7月24日開辦前路線271S。兩年後，路線編號改為N271。現時途經尖沙咀東、尖沙咀、佐敦、油麻地、旺角、九龍塘、獅子山隧道、新田圍邨、新城市廣場、源禾路、廣福邨、運頭塘邨、大埔墟、大埔中心及富善邨。

### 九龍巴士N281線
- 錦英苑 ↔ 紅磡站

1991年1月28日開辦前路線281S。1996年5月，路線編號更改為N281。現時途經尖沙咀東、尖沙咀、油麻地、旺角、九龍塘、獅子山隧道、顯徑邨、大圍、沙田車公廟、沙角邨、富豪花園、沙田第一城、石門、亞公角、富安花園、耀安邨、馬鞍山市中心及富寶花園。

### 城巴701R線
- 香港體育館 → 蘇屋

於紅磡車站公共運輸交匯處開出。

### 城巴796R線
- 香港體育館 → 日出康城

於紅磡車站公共運輸交匯處開出。

## 途經路線資料（巴士）

### 九龍巴士5C線
- 慈雲山（中） ↔ 尖沙咀碼頭

1972年5月1日開辦。現時途經慈雲山中心、慈正邨、新蒲崗、九龍城、馬頭角、土瓜灣、紅磡、尖沙咀東部及香港文化中心。

### 九龍巴士8號線
- 尖沙咀碼頭 ↔ 九龍站

1974年8月16日開辦。現時途經西九龍海濱長廊、佐敦道、油麻地、何文田、愛民邨、紅磡。

### 九龍巴士8A線
- 黃埔花園 ↺ 尖沙咀

1986年11月16日開辦。現時途經紅磡灣、紅磡、尖沙咀東部及尖沙咀天星碼頭。

### 九龍巴士268B線
- 朗屏站 ↔ 紅磡（紅鸞道）

只於往朗屏站方向途經本站。

### 九龍巴士269B線
- 天水圍市中心 ↔ 紅磡（紅鸞道）

只於往天水圍市中心方向途經本站。

## 途經路線資料（專線小巴）

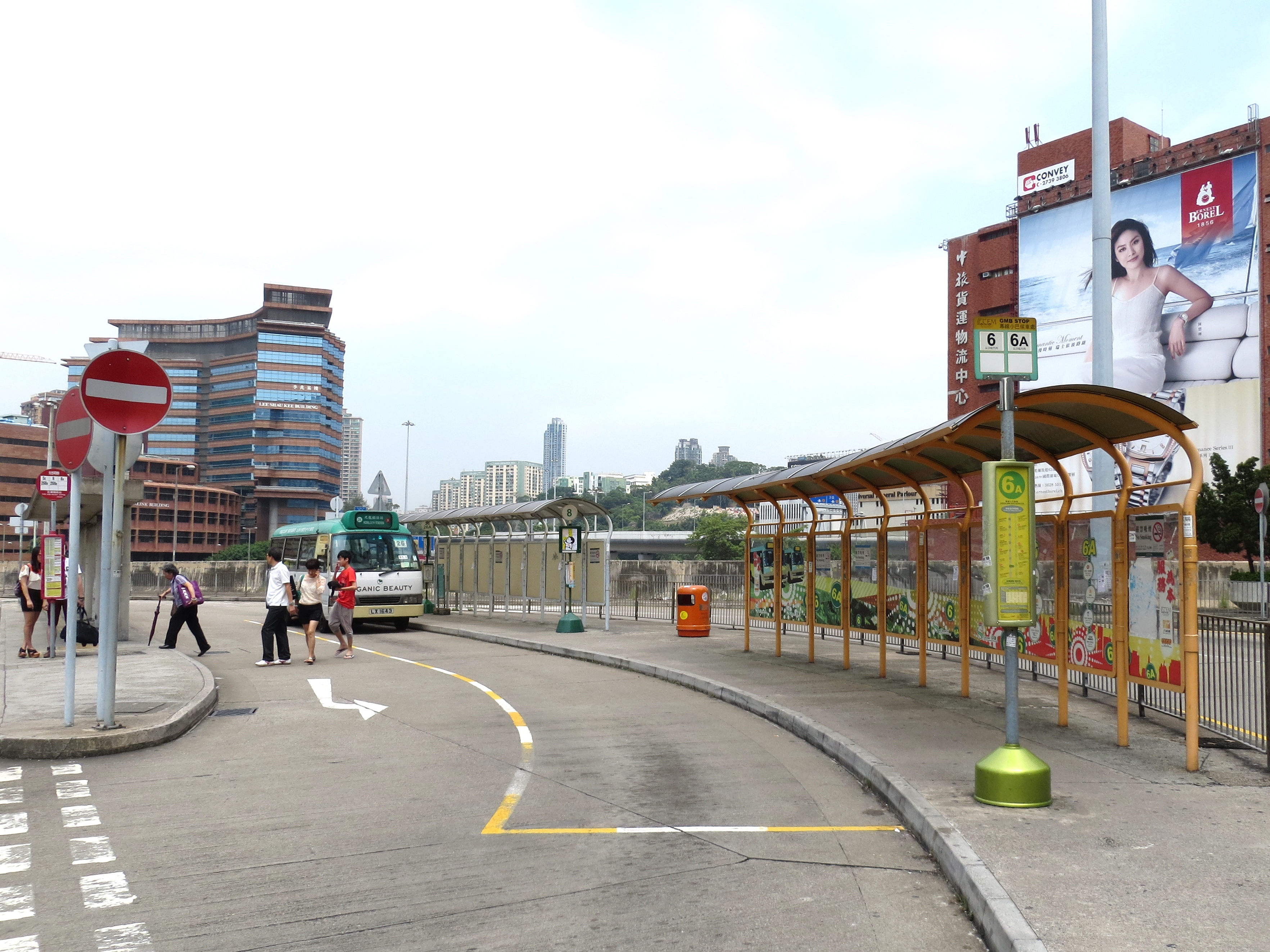
紅磡站公共運輸交匯處專線小巴站

### 九龍區專線小巴8號線
- 尖沙咀（漢口道） ↔ 何文田（常和街）

途經何文田廣場、愛民邨、紅磡及尖沙咀東部。
- 何文田（忠孝街）←→尖沙咀（漢口道）

祗在平日早上提供服務，途經愛民邨、紅磡及尖沙咀東部。

### 九龍區專線小巴8P線
- 尖沙咀東 ↔ 何文田（常和街）

### 九龍區專線小巴8S線
- 尖沙咀（漢口道） ↔ 何文田邨

### 九龍區專線小巴13M號線
- 紅磡碼頭 ↺ 紅磡站

### 九龍區專線小巴26線
- 土瓜灣（浙江街） ↔ 九龍站

途經土瓜灣、海逸豪園、黃埔花園、紅磡灣、紅磡、尖沙咀柯士甸道及佐敦道。

### 九龍區專線小巴26A線
- 黃埔花園 ↺ 中港城

祗在平日早上及傍晚提供服務，途經紅磡、尖沙咀柯士甸道及佐敦道。

### 九龍區專線小巴6C線
途經柯士甸道及覺士道。

### 九龍區專線小巴26X線
- 海逸豪園 ↺ 佐敦（渡船街）

祗在平日早上及傍晚提供服務，途經海逸豪園、黃埔花園、紅磡及佐敦道。

### 九龍區專線小巴26H線
- 伊利沙伯醫院 ↺ 紅磡站

### 九龍區專線小巴26W線
- Template:HK MiniBus Route KL Show:26W

## 過往路線
- 九龍巴士1K線
- 九龍巴士2K線
- 九龍巴士5K線
- 九龍巴士13K線
- 九龍巴士26線
- 九龍巴士K16線
- 九龍巴士81C線

## 使用狀況
本站鄰近香港體育館、香港理工大學和香港海底隧道出入口，配合港鐵東鐵綫與屯馬綫在紅磡站交匯，以及廣九直通車、滬九直通車及京九直通車的跨境列車服務，顯得巴士總站用途多元化。

## 外部連結
- 九巴 （页面存档备份，存于）
- 紅磡站總站 （页面存档备份，存于），城巴／新巴
- 香港巴士大典上的相关条目：紅磡車站公共運輸交匯處